# Linda Villumsen
Linda Villumsen Serup (født 9. april 1985) er en newzealandsk tidligere cykelrytter af dansk oprindelse. Hun skiftede fra dansk til newzealandsk statsborgerskab i slutningen af 2009.
Villumsen har været Danmarksmester i både linjeløb og enkeltstart tre gange. I 2006 vandt hun Route de France Féminine, som populært kaldes kvindernes Tour de France. Ved Sommer-OL 2008 i Beijing blev hun nummer fem i linjeløbet. Hun vandt bronze ved VM i enkeltstart 2009 for Danmark og sølv for New Zealand 2011. I 2015 vandt Linda Villumsen VM i enkeltstart. I juni 2017 underskrev hun kontrakt med Team VéloCONCEPT Women, som blev styret af Bjarne Riis, der også kommer fra Herning.
I 2009 deltog hun i TV programmet Stjernetræf.